# Макаревич, Мария Флориановна
Мари́я Флориа́новна Макаре́вич (укр. Марія Флоріанівна Макаревич; 1906—1989) — украинская учёная — ботаник и лихенолог, доктор биологических наук (1964).

## Биография
Родилась 4 декабря 1906 года в селе Мошны Черкасского уезда Киевской губернии. Отец — земский врач Флориан Феликсович Макаревич, мать — дочь купца, Мария Тычинина.
По окончании школы в Черкассах училась в Киевском институте народного образования, с 1938 года была аспирантом под руководством Альфреда Николаевича Окснера, специализировалась с области лихенологии.
С 1936 года М. Ф. Макаревич работала в Институте ботаники АН УССР. В 1946 году Мария Флориановна защитила диссертацию на соискание степени кандидата биологических наук, посвящённую лишайникам Карпат.
В 1964 году Мария Флориановна стала доктором биологических наук в Ботаническом институте АН СССР в Ленинграде. В диссертации она также рассматривала лихенофлору украинских Карпат. М. Ф. Макаревич принимала участие в написании монографии А. Н. Окснера «Флора лишайников Украины».
Умерла в Киеве 24 февраля 1989 года. Похоронена на Байковом кладбище вместе с мужем.

### Семья
М. Ф. Макаревич была замужем за академиком Александром Викторовичем Топачевским (1897—1975). Старший сын — профессор, академик НАН Украины Вадим Александрович Топачевский (1930—2004), младший — писатель и кинодраматург Андрей Александрович Топачевский (род. 1939). Скончалась Мария Флориановна Макаревич 24 февраля 1989 года.

## Некоторые научные работы
- М. Ф. Макаревич. Роды Pertusaria, Lecanora, Ochrolechia, Lecania, Haematomma, Candelariella // Определитель лишайников СССР / отв. ред. И. И. Абрамов. — Л.: Наука, 1971. — Т. 1. Петрузариевые, Леканоровые, Пармелиевые. — С. 7—68, 72—146, 242—281. — 412 с.
- М. Ф. Макаревич. Роды Acrocordia, Arthopyrenia, Leptorhaphis, Microthelia, Anthracothecium, Melanotheca, Dermatina, Lithographa, Melaspilea, Opegrapha, Graphis, Enterographa, Chiodecton, Dirina, Lecanactis, Arthonia, Arthothelium, Byssoloma // Определитель лишайников СССР / отв. ред. И. И. Абрамов. — Л.: Наука, 1977. — Т. 4. Веррукариевые — Пилокарповые. — С. 152—160, 166—174, 188—195, 198—203, 210—218, 223—273, 275—278, 280—288, 290—328. — 344 с.

## Виды, названные в честь М. Ф. Макаревич
- Lichenodiplisiella makarevichiae S.Y.Kondr. & Kudratov, 2002